# Chocolat Show (live)
Pour les articles homonymes, voir Chocolat Show.
Albums de Olivia Ruiz
La femme chocolat
(2005) Miss Météores
(2009)
Chocolat Show ! est le titre du premier DVD live d'Olivia Ruiz paru le 22 novembre 2007.
Il est composé d'un montage fait de quatre concerts enregistrés au Cirque d'Hiver à Paris, les 9, 10, 11 et 12 mai 2007.
En 2008, il était le cinquième DVD live le plus vendu de l'année avec 65 000 exemplaires.[réf. nécessaire]

## Bonus
Le DVD s'accompagne aussi de nombreux bonus :
- Quatre prises de confiances où Olivia parle du lieu et son parcours, si particulier.
- Clips on retrouve les 3 clips issus de La femme chocolat : J'traine des pieds, La femme chocolat et Non dits ainsi que le duo Ce Georges avec Salvatore Adamo.
- de nombreux extraits de concerts : cinq extraits du Festival des Vieilles charrues 2006, trois extraits des Eurockéennes de Belfort 2007, et deux chansons qui n'apparaissent pas sur le concert intégral, mais qui ont été enregistrées au Cirque d'Hiver.

## Pistes
La setlist du DVD reprend la tournée 2006-2007 d'Olivia Ruiz :
1. Malagueña
2. Le tango du qui
3. Quijote
4. Goûtez moi !
5. J'aime pas l'amour
6. La petite valse de Narbonne-plage
7. Non dits
8. My heart belongs to daddy
9. I need a child
10. Qui sommes-nous ?
11. Vitrier
12. Thérapie de groupe
13. J'traîne des pieds
14. Cabaret blanc
15. La femme chocolat
16. Putain de toi !
17. La molinera